# Prvovýstup

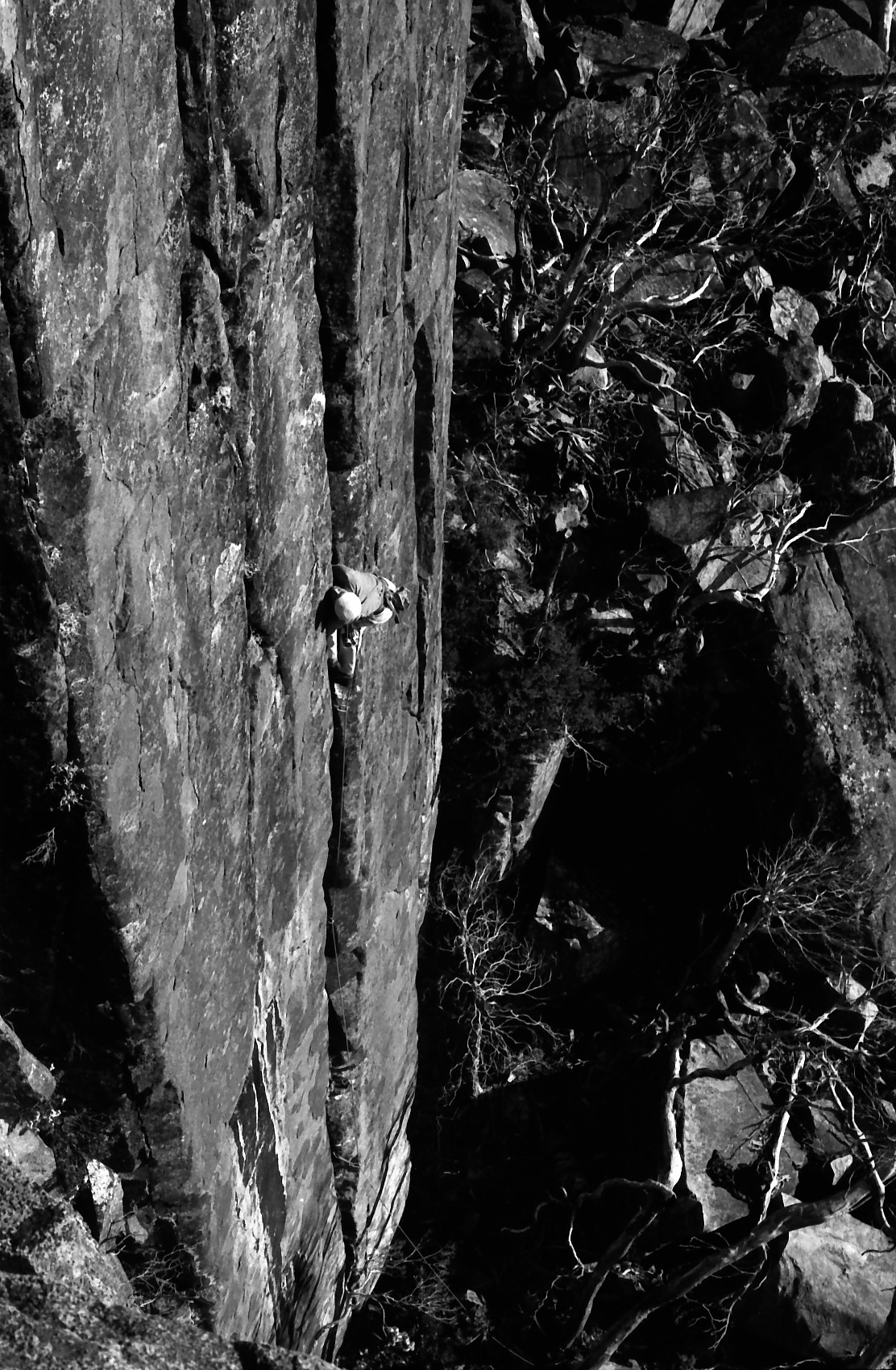
Americký horolezec Henry Barber během prvovýstupu divokou cestou (savage journey) na nejvyšší horu Tasmánie Mount Wellington v roce 1975

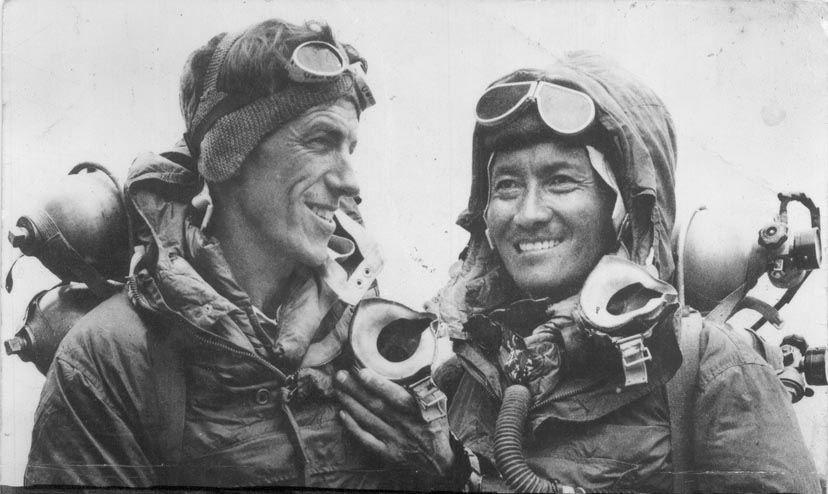
Edmund Hillary a Tenzing Norgay stanuli jako první na vrcholu Mount Everestu v roce 1953

Prvovýstup je první úspěšné, dokumentované zdolání horolezecké cesty. Zvláštní postavení mezi prvovýstupy má první zdolání vrcholu hory, významné je i první zdolání určité stěny či skalní věže nebo jehly (jinak než horolezecky nedostupné), nebo vyřešení problému. Hodnota porvovýstupu je dána významem zdolaného objektu, obtížností prvovýstupu a stylem jeho provedení. Vyšší hodnotu má obtížnější prvovýstup v lepším stylu, s použitím menšího počtu umělých a podpůrných prostředků. Bez kyslíku, s menším počtem skob, s vklíněnci místo nýtů a skob a podobně. Prvovýstup zahrnuje nalezení objektu, vytipování vedení cesty a zajištění. Zejména u sportovního lezení nebo drytoolingu se stává, že někdo přeleze projekt, který na skále nalezl a osadil jištěním (navrtal) někdo jiný. Pak se takovému výstupu říká prvopřelez. Na umělých stěnách se pro klienty lezecké cesty z umělých chytů takzvaně staví.
Údaje o prvovýstupech evidují v ČR oblastní vrcholové komise Českého horolezeckého svazu a také autoři horolezeckých průvodců. Zpravidla mívá každé pohoří nebo skalní oblast svého kronikáře. V Himálaji je to například známá Miss Hawley.
Významné prvovýstupy je třeba prokázat a dokumentovat, protože se v historii našly případy falšování. Obvyklý úzus je, že se každému horolezci hlásícímu prvovýstup věří, dokud nevzniknou pochybnosti o jeho tvrzeních. O některých prvovýstupech se vedou i spory.
Nejpilnějším prvovýstupcem v ČR byl na přelomu 20. a 21. století Karel Bělina, s cca 5000 prvovýstupy na českých pískovcích, autorem nejtěžších skalních cest světa na počátku 21. století je Adam Ondra.

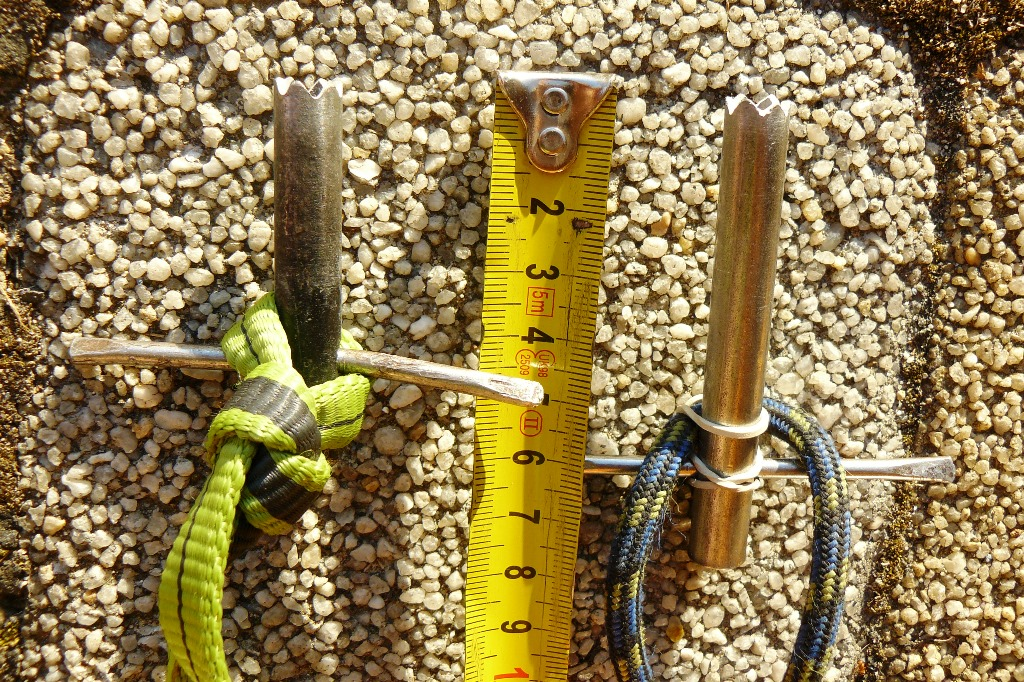
Navrtáváky (bórky) používané při prvovýstupech na pískovcových skalách k odsednutí prvovýstupce při vrtání díry na pískovcový kruh

## Druhy a styly prvovýstupů
- Podle způsobu zajištění: zdola - shora. Zdola znamená, že prvovýstupce instaluje jištění z lezecké pozice. Shora - prvovýstupce nainstaluje jištění ze slanění a poté se snaží cestu přelézt. Vyskytuje se hlavně u sportovního lezení.

- zimní prvovýstup (prvovýstup cesty v zimě)[3]. Je třeba rozlišit od prvního zimního přelezu, kdy jde o první zimní přelezení cesty, jejíž prvovýstup proběhl v létě.
- prvovýstup bez kyslíku[4]
- prvovýstup v alpském stylu[5]
- prvovýstup originální cestou[6]
- prvovýstupy na pískovcích (mají specificky přísná pravidla)